# کلاکاماس (اورگن)
کلاکاماس (به انگلیسی: Clackamas) یک منطقهٔ مسکونی در ایالات متحده آمریکا است که در شهرستان کلاکاماس، اورگن واقع شده‌است. کلاکاماس ۵٫۶۵ کیلومتر مربع مساحت و ۶٬۹۶۵ نفر جمعیت دارد و ۵۰ متر بالاتر از سطح دریا واقع شده‌است.